# スピリラ
『スピリラ』（Supirira）は、DREAMS COME TRUEが2022年12月7日にリリースした通算58枚目のシングル。

## 概要
- スター・チャンネルオリジナルドラマ＜5つの歌詩＞のために新たに書き下ろされた曲。
- 「スピリラ」は吉田美和による「Spit it out」の造語
- 前作「UP ON THE GREEN HILL from Sonic the Hedgehog Green Hill Zone」以来、約4カ月ぶりのシングル。
- DVD/Blu-ray「DREAMS COME TRUE beauty and harmony LIVE in LOVE SUPREME JAZZ FESTIVAL JAPAN 2022」と同時発売。
- 新しいパッケージの提案となるシングル3部作の最終章となるシングル。「ビジュアルDECOブック仕様」。[1]
- 「YES AND NO/G」以来、約2年半ぶりにMASADO & MIWASCO VERSIONが収録されていないシングル。
- ジャケット及びブックレットのイラストは映像作家YKBXによる書き下ろし。
- 12月7日：CDリリース日にタイトル曲『スピリラ』のみダウンロード・ストリーミングが解禁。
- 12月14日：他４曲も解禁。

## プロモーション
リリース前のプロモーションとして、監視されている世界を表現すべく、徐々に公式アカウントが「監視の目」で侵略。以下、事前告知等無く仕様変更などが行われていた。
- POWER PLANT PRESS[2]の表紙にスピリラのキャラクター使用。
- 公式サイト・公式アプリの「O」の文字がスピリラの象徴である「監視の目」のロゴ仕様に変更。
- ドリカム公式のSNSアカウント・中村正人公式のSNSアカウントのアイコンがスピリラMVのイラストに変更。
- YouTubeのバナーに『DREAMS COME TRUE "Spit it out"」の文字。

### 告知ありプロモーション
- ドリアプリプレミアムおよびPOWER PLANT[3]両方に入会している人を対象に、「ドリカム新曲タイトル当てクイズ」の開催。その際、楽曲名は『ス〇リ〇』として公表。[4]同月13日にタイトルが正式に発表された。[5][6]

- 10月24日：前々シングル『羽を持つ恋人』の未発表だったDCT VERSIONをカップリング曲として収録されることが発表。[7]
- 10月28日：キービジュアルおよび歌詞の公開。
- 11月4日：DVD/Blu-ray「DREAMS COME TRUE beauty and harmony LIVE in LOVE SUPREME JAZZ FESTIVAL JAPAN 2022」の同時発売、映像作家YKBXとコラボレーションした「ビジュアルDECOブック仕様」であることを発表。
- 12月2日：DCTgarden SHOPPING MALL Official YouTube Channel[8]にて、CDパッケージ開封動画の公開。
- 「スピリラ」渋谷STREET展開として渋谷の消火栓にスピリラの広告が期間限定で掲示。
- SHIBUYA WILD POSTING　ポスター展開。渋谷を「監視の目」でジャック
- 「スピリラ」Twitter で投稿する“#スピリラ”キャンペーン。
- インターネットのバナー広告。

## 収録内容
| #         | タイトル                           | 作詞      | 作曲      | 時間  |
| --------- | ---------------------------------- | --------- | --------- | ----- |
| 1.        | 「スピリラ」                       | 吉田美和  | 中村正人  | 3:14  |
| 2.        | 「羽を持つ恋人 - DCT Version -」   | 吉田美和  | 吉田美和  | 2:07  |
| 3.        | 「スピリラ - 5つの歌詩 Version -」 | 吉田美和  | 中村正人  | 3:14  |
| 4.        | 「スピリラ - Instrumental -」      | 吉田美和  | 中村正人  | 3:14  |
| 5.        | 「羽を持つ恋人 - Instrumental -」  | 吉田美和  | 吉田美和  | 2:07  |
| 合計時間: | 合計時間:                          | 合計時間: | 合計時間: | 13:56 |